# Raúl Lozano (calciatore)
Raúl Alberto Lozano (Quilmes, 2 settembre 1997) è un calciatore argentino, difensore del Platense in prestito dal Quilmes.

## Caratteristiche tecniche
È un terzino destro.

## Carriera
Cresciuto nel settore giovanile del Quilmes, debutta in prima squadra il 10 maggio 2017 in occasione dell'incontro di Copa Argentina perso ai rigori contro il Gimnasia (M). Nel 2020 viene acquistato dall'Huracán.

## Statistiche

### Presenze e reti nei club
Statistiche aggiornate al 7 aprile 2025.
| Stagione        | Squadra         | Campionato      | Campionato | Campionato | Coppe nazionali | Coppe nazionali | Coppe nazionali | Coppe continentali | Coppe continentali | Coppe continentali | Altre coppe | Altre coppe | Altre coppe | Totale | Totale |
| Stagione        | Squadra         | Comp            | Pres       | Reti       | Comp            | Pres            | Reti            | Comp               | Pres               | Reti               | Comp        | Pres        | Reti        | Pres   | Reti   |
| --------------- | --------------- | --------------- | ---------- | ---------- | --------------- | --------------- | --------------- | ------------------ | ------------------ | ------------------ | ----------- | ----------- | ----------- | ------ | ------ |
| 2016-2017       | Quilmes         | PD              | 0          | 0          | CA              | 1               | 0               | -                  | -                  | -                  | -           | -           | -           | 1      | 0      |
| 2018-2019       | Quilmes         | PBN             | 22         | 0          | CA              | 0               | 0               | -                  | -                  | -                  | -           | -           | -           | 22     | 0      |
| 2019-2020       | Quilmes         | PBN             | 18         | 0          | CA              | 0               | 0               | -                  | -                  | -                  | -           | -           | -           | 18     | 0      |
| 2020            | Huracán         | PD              | -          | -          | CA+CM           | 1+11            | 0               | -                  | -                  | -                  | -           | -           | -           | 12     | 0      |
| 2021            | Huracán         | PD              | 11         | 0          | CA+CdL          | 0+10            | 0               | -                  | -                  | -                  | -           | -           | -           | 21     | 0      |
| Totale Huracán  | Totale Huracán  | Totale Huracán  | 11         | 0          |                 | 22              | 0               |                    | -                  | -                  |             | -           | -           | 33     | 0      |
| 2022            | Patronato       | PD              | 24         | 1          | CA+CdL          | 5+14            | 0               | -                  | -                  | -                  | -           | -           | -           | 43     | 1      |
| 2023            | Quilmes         | PBN             | 6          | 0          | CA              | 0               | 0               | -                  | -                  | -                  | -           | -           | -           | 6      | 0      |
| Totale Quilmes  | Totale Quilmes  | Totale Quilmes  | 46         | 0          |                 | 1               | 0               |                    | -                  | -                  |             | -           | -           | 47     | 0      |
| 2023            | Platense        | PD              | 5          | 0          | CA+CdL          | 0+14            | 0               | -                  | -                  | -                  | -           | -           | -           | 19     | 0      |
| 2024            | Platense        | PD              | 0          | 0          | CA+CdL          | 0+4             | 0               | -                  | -                  | -                  | -           | -           | -           | 4      | 0      |
| 2025            | Platense        | PD              | 1          | 0          | CA              | 1               | 0               | -                  | -                  | -                  | -           | -           | -           | 2      | 0      |
| Totale Platense | Totale Platense | Totale Platense | 6          | 0          |                 | 19              | 0               |                    | -                  | -                  |             | -           | -           | 25     | 0      |
| Totale carriera | Totale carriera | Totale carriera | 87         | 1          |                 | 61              | 0               |                    | -                  | -                  |             | -           | -           | 148    | 1      |

## Palmarès

### Club

#### Competizioni nazionali
- Copa Argentina: 1

Patronato: 2022
- Campionato argentino: 1

Platense: 2025 (Apertura)